# Pranchas dominicais

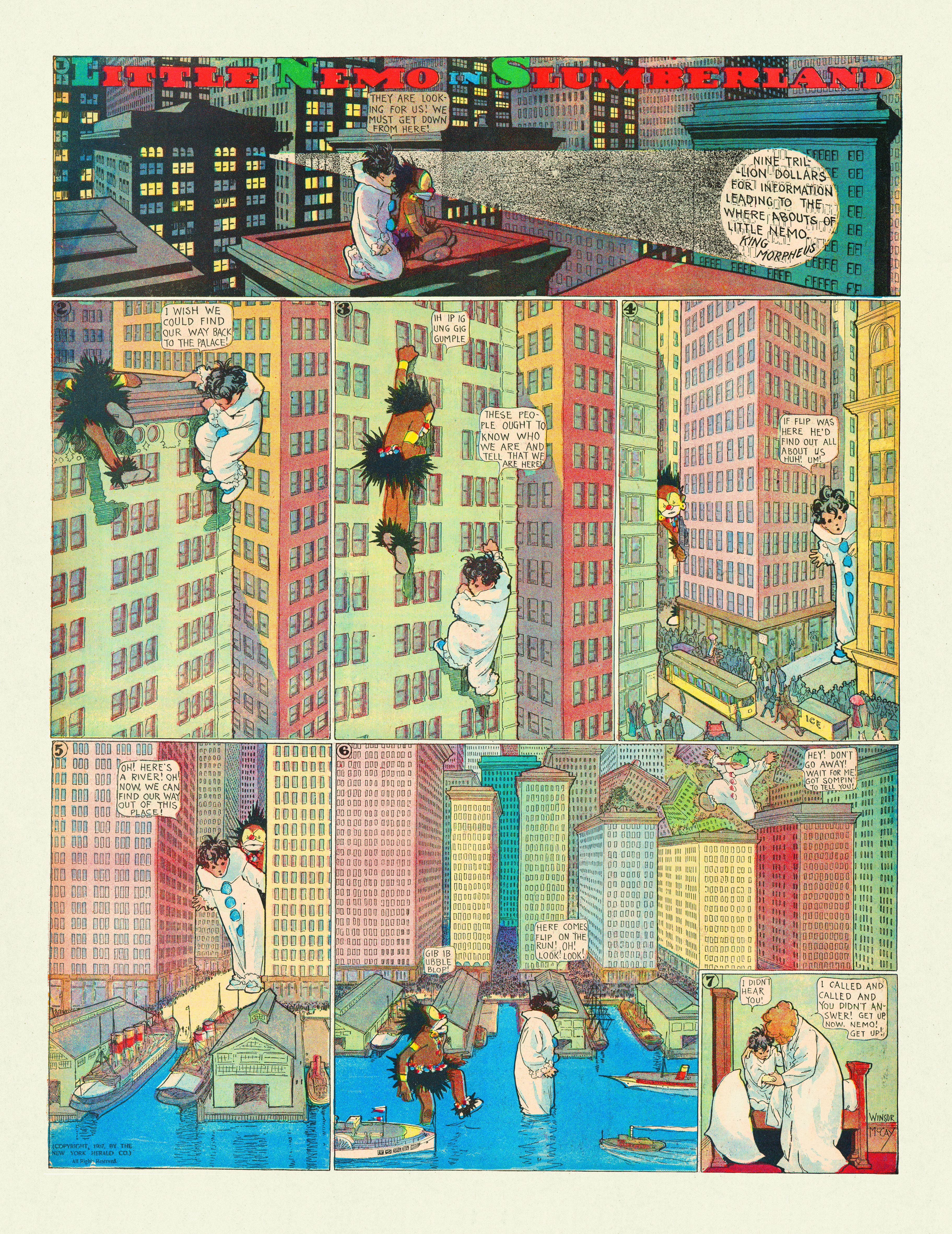
Little Nemo in Slumberland de Winsor McCay (29 de setembro de 1907), um exemplo de prancha dominical de página inteira. (Imagem de Little Nemo in Slumberland, So Many Splendid Sundays, publicada pela Sunday Press.)

As pranchas dominicais são tiras de jornal coloridas e semanais, publicadas ao domingo, pelos jornais dos Estados Unidos, derivadas das populares tiras diárias em preto e branco. Essa sessão acompanhava os jornais como se fossem suplementos infantis, uma ideia lançada no Brasil pelo jornal A Gazeta e seu suplemento A Gazetinha lançado em 1929.
Os primeiros jornais americanos a publicarem tiras diárias apareceram no século XIX, pouco depois da invenção da imprensa colorida. O cartunista Jimmy Swinnerton em sua tira The Little Bears introduziu a história em quadrinhos e personagens recorrentes no jornal do magnata William Randolph Hearst chamado San Francisco Examiner. As tiras diárias se tornaram extremamente populares e foram um dos fatores na "guerra" comercial entre Hearst e Joseph Pulitzer, poderosos empresários da comunicação. Alguns jornais, como Grit, publicaram pranchas domincais em preto e branco, e alguns (principalmente no Canadá) publicam no sábado.

O assunto e os gêneros variaram de aventura, romance policial e humor a tiras dramáticas em situações de soap opera, como Mary Worth. Uma tira contínua emprega uma narrativa em uma história em andamento. Outras tiras oferecem uma gag completa em um único episódio, como Little Iodine e Mutt e Jeff. A tira de domingo é contrastada com a tira diária, publicada de segunda a sábado, geralmente em preto e branco. Muitas histórias em quadrinhos aparecem diariamente e aos domingos, em alguns casos, como com Little Orphan Annie, contando a mesma história diariamente e domingo, em outros casos, como no O Fantasma, contando um arco de história no tira diária e uma história diferente aos domingos. Algumas tiras, como o Príncipe Valente, aparecem apenas aos domingos. Outros, como Rip Kirby, são apenas nas tiras diários e nunca apareceram aos domingos. Em alguns casos, como Buz Sawyer, a tira de domingo é um spin-off, concentrando-se em personagens diferentes do cotidiano.

## Pranchas populares

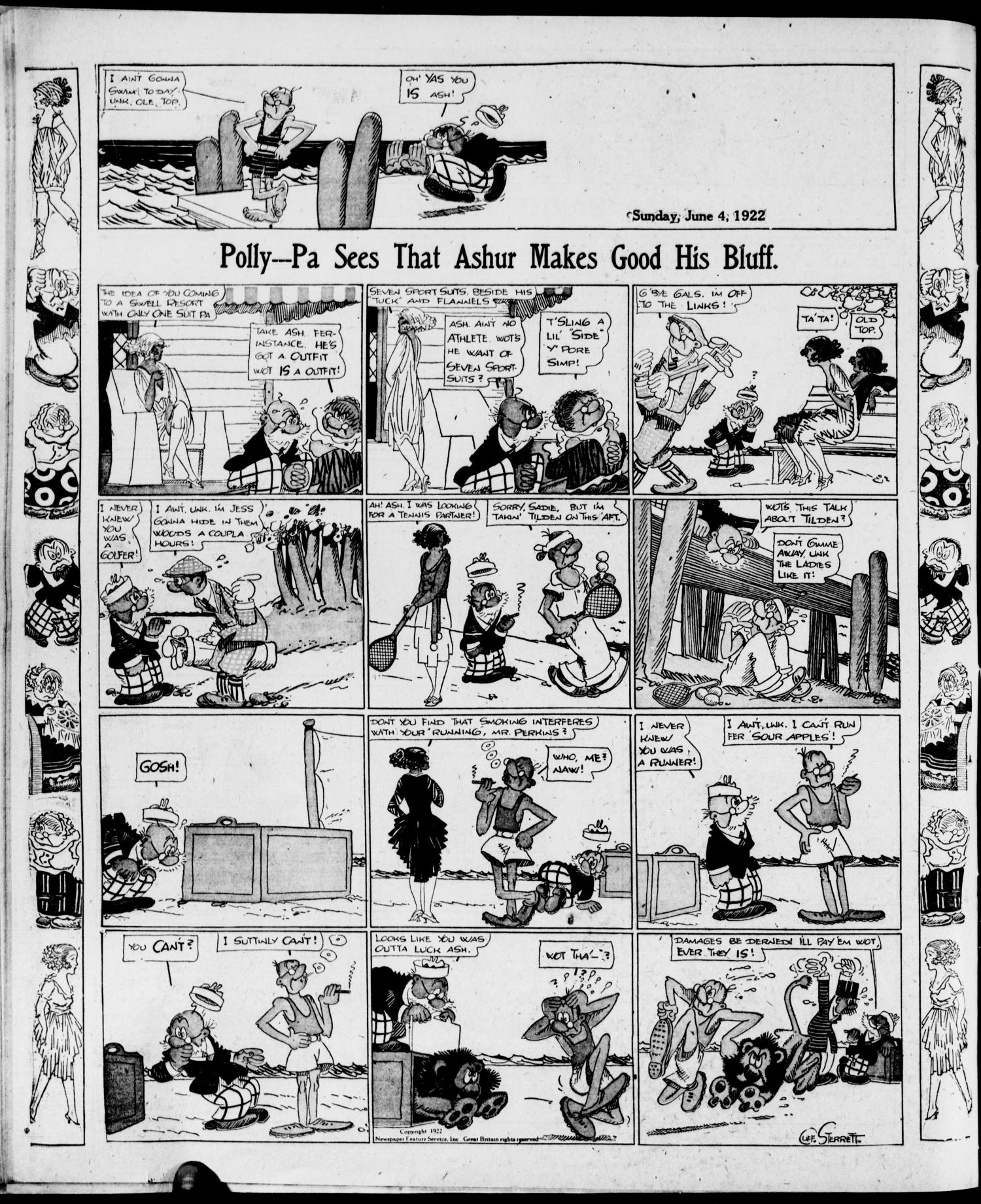
Prancha de Barney Google por Billy DeBeck, domingo, 4 de junho de 1922

As famosas tiras de domingo de página inteira incluem Alley Oop, Barney Google e Snuffy Smith, Blondie, Bringing Up Father, Buck Rogers, Captain Easy, Flash Gordon e Thimble Theatre. Tais clássicos encontraram um novo lar nas edições encadernadas dos últimos anos. Por outro lado, inúmeras tiras como Specs, de Bob Gustafson, e The Captain's Gig, de Virgil Partch, são quase completamente esquecidas hoje, exceto uma breve exibição no site do Stripper's Guide, dirigida pelo historiador de quadrinhos Allan Holtz.

## A Imprensa a cores

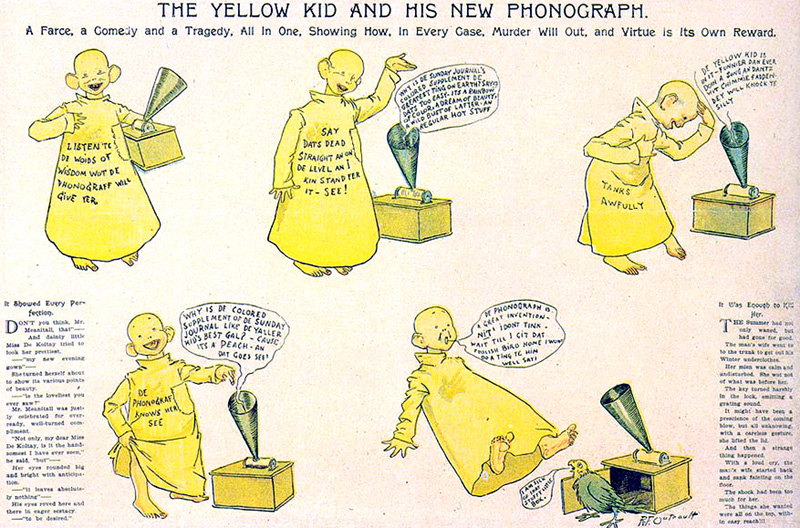
A pioneira tira colorida do "Yellow Kid e seu novo fonógrafo", datada de 25 de outubro de 1896.

Após o editor do Chicago Inter Ocean ter visto o uso das cores em jornais nos escritórios do jornal de Paris Le Petit Journal em 1892, ele começou a inovação em seu próprio negócio. O New York Recorder de 2 de abril de 1893 foi o primeiro jornal americano com uma página colorida. No mês seguinte, o jornal de Pulitzer chamado New York World imprimiu os desenhos do cartunista Walt McDougall em "The Possibilities of the Broadway Cable Car" em uma página colorida datada de 21 de maio de 1893.

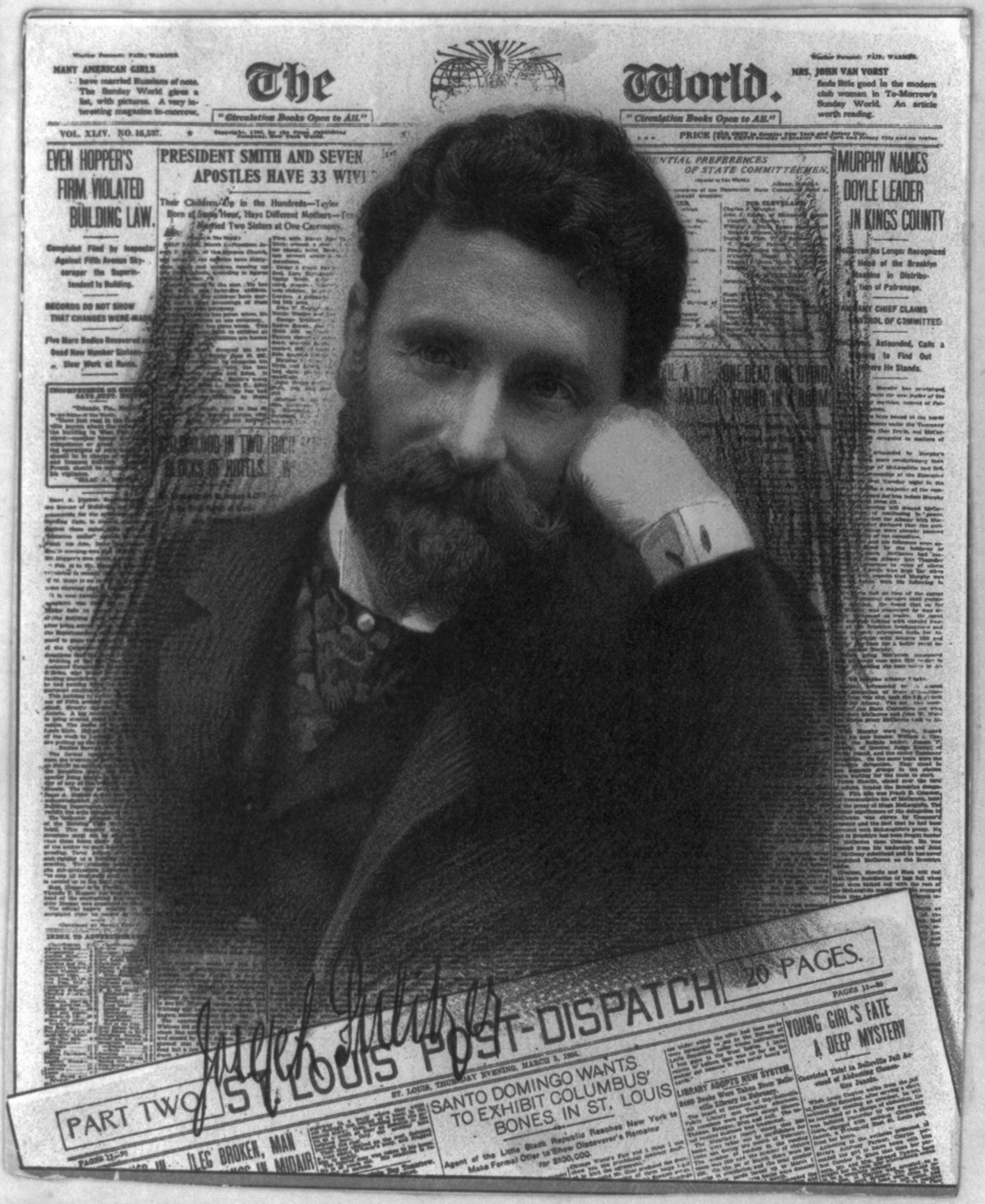
Joseph Pulitzer publicou as primeiras tiras coloridas do Yellow Kid em seu jornal.

The Yellow Kid é usualmente creditada como a primeira tira de jornal. Contudo, a combinação de texto e desenhos desenvolvera-se gradualmente e já haviam aparecido vários exemplares chamados pelos estudiosos americanos de "proto-tiras de quadrinhos". Em 1995, o presidente Joseph F. D'Angelo do King Features Syndicate escreveu (tradução aproximada):
"Foi no New York World de Joseph Pulitzer que o cartunista Richard Outcault lançou o lendário Yellow Kid em 1895, mas foi Hearst do New York Journal que astuciosamente tirou o Kid da folha rival e o usou como uma arma-chave na histórica guerra de circulação dos jornais. The Kid liderou a ofensiva de Hearst com o suplemento de quadrinhos chamado American Humorist, que trazia a chamada: "Oito páginas do indencente brilho Polychromous que fará parecer olhar para as cores do arco-íris como a um cano de chumbo!". Pulitzer lutou e conseguiu que outro artista pudesse desenhar o personagem de Outcault em World. A batalha feroz entre os jornalistas pelo careca de camisola amarela levou a que o público chamasse o estilo das manchetes sensacionalistas adotadas por ambos durante a "guerra" de "jornalismo amarelo" (expressão similar ao "imprensa marrom" ouvido no Brasil). A popularidade da expressão afetou os primeiros quadrinhos, que teriam deixado de ser o "mais delicado dos entretenimentos" e se transformaram aparentemente na calada da noite num negócio sério".

Em 1905, Winsor McCay iniciou a tira Little Nemo in Slumberland. Stephen Becker, em Comic Art in America, afirmou que Little Nemo in Slumberland foi provavelmente a primeira tira a explorar as cores com propósitos puramente estéticos; e foi a primeira vez que os diálogos trouxeram a ironia dos adultos.
Em 1906, o suplemento dominical já era comum, com meia dúzia de distribuidores (syndicates) promovendo a circulação de tiras de quadrinhos nos jornais das maiores cidades americanas. No século XX os quadrinhos de domingo tornaram-se um tradicional entretenimento familiar, apreciado tanto por adultos como crianças. 
Em 1923, The Commercial Appeal em Memphis, Tennessee, tornou-se um dos primeiros jornais o país a adquirir sua própria estação de rádio e foi o primeiro jornal do Sul dos Estados Unidos a publicar um suplemento dominical de quadrinhos.
Havia milhares de leitores e os personagens das tiras se tornaram famosos tais como Flash Gordon, Aninha, a pequena órfã, Príncipe Valente, Dick Tracy e Terry e os piratas. Na linha de humor havia Bringing Up Father (no Brasil, Pafúncio e Marocas), Gasoline Alley, Li'l Abner (no Brasil, Ferdinando), Pogo, Peanuts e Smokey Stover. Havia os quadrinhos educacionais como os da King Features que produziu Heroes of American History (Heróis da História Americana). Acompanhando as tiras, as sessões dominicais traziam conselhos de segurança no formato de quadrinhos e jogos de quebra-cabeças em um único painel. Alguns jornais traziam figuras e temas locais nos quadrinhos, como os quadrinhos Our Own Oddities (Nossas próprias loucuras) do St. Louis Post-Dispatch.
Além das histórias em quadrinhos, os suplementos dominicais também exibiam anúncios em formato de quadrinhos, quebra-cabeças, bonecos de papel e atividades de recortar e colar. The World Museum deu aos leitores instruções para separar as imagens e montá-las em um diorama, geralmente com um assunto da natureza, como o Grand Canyon ou o Buffalo Hunt. Uma página sobre vagões cobertos exibia a manchete: "Vagões cobertos mostrados em um modelo fácil de montar: tesoura, pasta e papel de embrulho são tudo o que você precisa para fazer esse cenário de faroeste".

Algumas estações de rádio que alcançavam todo o país, transmitiam programas aos domingos nos quais os locutores liam a sessão de quadrinhos dos jornais. Mais notavelmente, em 8 de julho de 1945, durante uma greve de jornaleiros de Nova Iorque, o prefeito Fiorello H. La Guardia foi ao rádio e leu os diálogos dos quadrinhos do dia para os ouvintes.

## Redução de tamanho
Os primeiros quadrinhos dominicais ocupavam uma página inteira de jornal. Mais tarde, séries como a do Fantasma e Terry e os piratas, passaram a ocupar metade da página, que assim traziam duas tiras por página, como as de New Orleans Times Picayune ou uma tira numa página de tablóide, como fazia o Chicago Daily News. Quando os quadrinhos começaram a variar de formatos, tornou-se necessário que os cartunistas rearranjassem, cortassem ou tirassem painéis.
Durante a Segunda Guerra Mundial houve escassez de papel e a variedade dos quadrinhos dominicais começou a diminuir. Após a Guerra, as tiras continuaram a redução mais e mais de tamanho, para economizar os gastos com a impressão colorida. O último quadrinho de página inteira foi Príncipe Valente de 11 de abril de 1971. As dimensões dos quadrinhos dominicais diminuíram nos anos recentes, bem como o número de páginas. As sessões de quadrinhos dominicais, que eram de 10 ou 12 páginas, em 1950 já estavam em seis ou quatro páginas em 2005. Um dos últimos quadrinhos com muitas páginas publicados nos Estados Unidos foi Reading Eagle, que trazia oito páginas e trazia uma faixa promocional que dizia: "A maior sessão de quadrinhos do país".